# ماساتوشی آکیهارا
ماساتوشی آکیهارا (انگلیسی: Masatoshi Akihara؛ زادهٔ ۲۸ سپتامبر ۱۹۶۳) کارگردان فیلم، و فیلم‌نامه‌نویس اهل ژاپن است.